# فونون (مدينة أثرية)

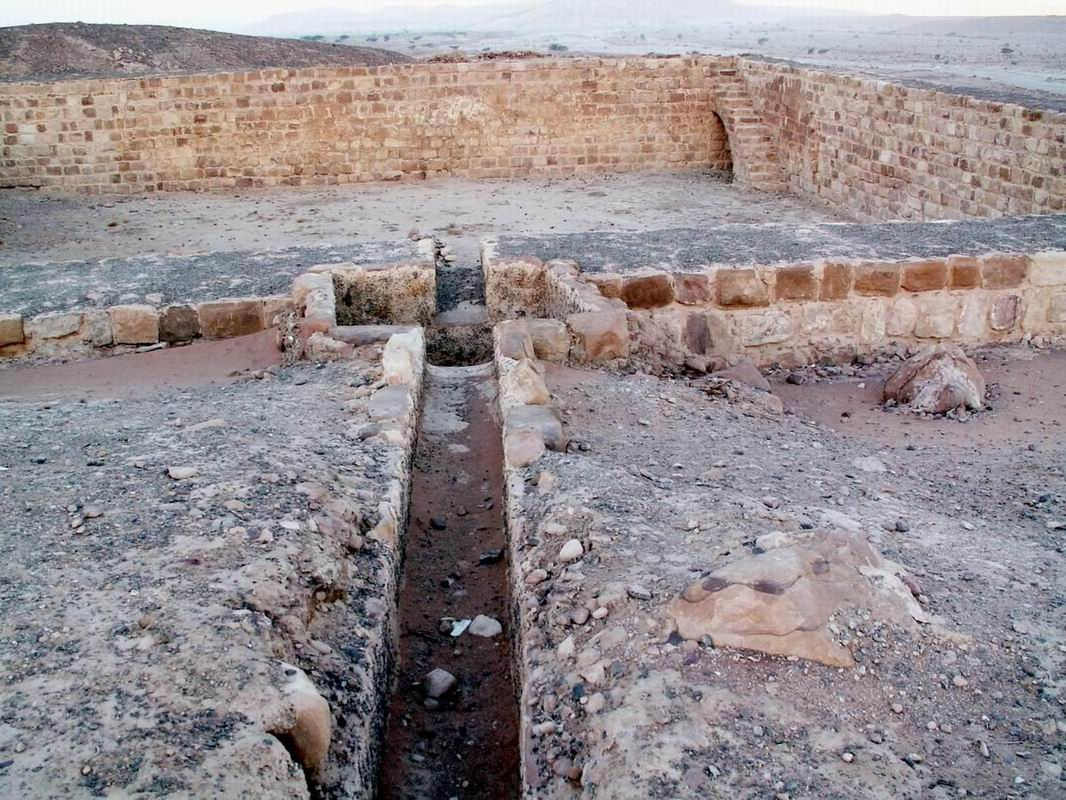
جدران وقنوات تجميع مياه في فونون

فونون مدينة أثرية في وادي عربة في الأردن حاليا. كانت المدينة مركزا لمناجم الحديد والنحاس في العهد التوراتي. تسمى اليوم فينان. وهي واحدة من محطات بني إسرائيل في البرية أثناء التيه بعد خروجهم من مصر.